# Debreceni Református Kollégium Nagykönyvtára
A Debreceni Református Kollégium Nagykönyvtára az évszázadok során a Debreceni Kollégium által összegyűjtött jelentős tárgyi gyűjteményének a része. Ezek a könyv, kézirat és festménygyűjtemények is hozzájárultak az iskola sikeres működéséhez. A szóban forgó tárgyakat a könyvtár és a levéltár mellett egykor a különböző szertárak őrizték oktatási segédanyagként.

## Története
A Debreceni Kollégium állományát az évszázadok folyamán elsősorban a peregrinus diákok és a patrónusok adományai, valamint a professzorok hagyatékai gazdagították. Könyvvásárlásra egészen a 2000-es évekig igen kevés anyagi forrása volt az intézménynek.
Kezdetekben a könyvtárat a szénior vezetésével maga a Coetus kezelte. Mivel a könyvgyűjtemény az iskolai oktatás szükségleteit szolgálta, állományának összetétele minden korban tükrözi a Kollégium szellemiségének alakulását. A 16–17. században még szinte kizárólag teológiai munkákat tartalmazott (a 18. század első éveiben még csak alig kétezer kötetet).
1707-ben a várost megszálló császári hadak a könyvgyűjtemény egy részét is megsemmisítették, és így a 18. század elején megtorpant a gyűjtemény fejlődése. A század közepétől már megbízott professzor, (bibliothecae praefectus) felügyelte a könyvgyűjteményt, akit a könyvtáros diákok segítettek munkájában. Ezzel megkezdődött a könyvtár tervszerű gyarapítása, ami a könyvgyűjtés körének látványos bővülését eredményezte, elsősorban a természettudományok irányában (csillagászat, földrajz, botanika, fizika, kémia). A 18. században (Piskárkosi) Szilágyi Sámuel, Maróthi György, Hatvani István és Sinai Miklós, a következő században pedig Budai Ézsaiás és Lugossy József professzorok szereztek érdemeket a könyvtárgyarapítás és -rendezés területén. Budai szerezte meg a könyvtár számára Kazzay Sámuel debreceni gyógyszerész kézirat-, könyv-, és éremgyűjteményét, köztük a nürnbergi Szent Katalin kolostor kincseiből származó 12 kódexet több más középkori ritkasággal együtt.
A könyvtár szisztematikus gyarapodását a cenzúra és könyvrevízió kiszámítható akadályai mellett váratlan fordulatok is hátráltatták ebben az időszakban. Például, Szilágyi Sámuel minden követ megmozgatva éveken keresztül levelezett, és tekintélyes kereskedőket, városi vezetőket kellett segítségül hívnia, hogy egy leideni kereskedőtől rendelt és kifizetett könyveket megkaphassa, mivel a kereskedő a nyugták ellenére is egyszerűen letagadta, hogy 252 Belga forintot átvett volna. Minden nehézsége ellenére a könyvtár szépen fejlődött és ekkor került a könyvtár tulajdonába Bayer és Weidler több csillagászati műve, Stephanus lexikonja és Samuel Puffendorf Európa története is.
Jelentős értéke a könyvtárnak Cseh-Szombathy József orvostörténeti
hagyatéka és Lugossy József könyvtárigazgató hagyatékának itt őrzött része is. Az utóbbi
eredeti kéziratokat, kéziratmásolatokat, régi magyar okleveleket és ősnyomtatványokat
tartalmaz. Lugossy kezdte el gyűjteni a Nagykönyvtár számára a magyar írók kéziratait. Ma többek között Arany János, Ady Endre, Csokonai Vitéz Mihály, Fazekas Mihály, Kazinczy Ferenc, Kossuth Lajos, Kölcsey Ferenc, Móricz Zsigmond és Tompa Mihály keze írása is megtalálható ebben a gyűjteményben. A 19–20. században értékes darabok kerültek ide Pápay József, Révész Bálint, Balogh Ferenc, Pap Károly, Csikesz Sándor, Erdős Károly és Révész Imre professzorok hagyatékából.
A könyvek jóformán károsodás nélkül vészelték át a háborús időket, sem az óvóhelyen, sem a Kollégium tanyájára kiszekereztetett ládákban nem sérültek meg az értékek. A Nagytemplomot sújtó gyújtóbomba, a keleti sarok mellett romba dőlt házak között a kollégiumi épület csak jelentéktelen károkat szenvedett. 1951-ben történt meg az évszázados lapkatalógusról a cédulakatalógusra való folyamatos áttérés, egyúttal a katalogizálási szabályok némileg módosultak. Jelentős a hazai könyvtárügy történetében is, hogy 1955. november 3-án a Kossuth Lajos Tudományegyetem Központi Könyvtára és a Tiszántúli Református Egyházkerületi Nagykönyvtár között minisztériumi szinten jóváhagyott működési és szervezeti együttműködés jött létre, ezzel a legújabb könyvtári törvények által biztosított lehetőségeket a két intézmény egy negyedszázaddal megelőzte. Az együttműködést a KLTE Központi Könyvtárával 1987. október 9-én húsz évre szerződésileg meghosszabbították. A könyvtár igyekezete és eredményei a tudományos könyvtár minősítés elnyerésében is megmutatkoztak. A Nagykönyvtár állományának kisebb része átkerült az 1990-ben újjáalapított Hittudományi Egyetem és a vele együtt újjáalapított Teológiai Szakkönyvtárába.

## A Nagykönyvtár napjainkban
A Nagykönyvtár törzsállománya ma megközelíti 600 ezer, kézirattárának anyaga pedig a 35 ezer könyvtári egységet, a könyvek darabszáma egymillióra tehető. A gyűjtemény közel száz kódexet és ritka kéziratot, 146 ősnyomtatványt (1500 előtt megjelent művet) és mintegy 1 600 régi magyar (1711 előtt megjelent) nyomtatványt, köztük számos ritkaságot őriz. Különösen értékesek kéziratos középkori térképei, így Nicolaus Cusanus térképgyűjteménye második kiadásának egyedi példánya (1482). Itt őrzik jelentős 16–17. századi nyelvemlékünket, a legendákat, elmélkedéseket és prédikációkat tartalmazó Debreceni kódexet. Egyedülálló bibliagyűjteményének alapját Erdős Károly professzor 700 kötetes hagyatéka alkotja. A Szentírásnak ma mintegy 250 nyelvre fordított változatát tartalmazza a gyűjtemény, köztük 14. századi Vulgata-kódexet és Lucas Cranach saját kezével illusztrált Luther-bibliát. A Vizsolyi Bibliából két teljes és egy csonka példánnyal rendelkezik. Ma a Nagykönyvtár kézirattára őrzi a Tiszántúli Református Egyházkerület gyülekezetei és a Debreceni Református Kollégium történetére vonatkozó írott források igen jelentékeny hányadát.
A Nagykönyvtár Magyarország legjelentősebb egyházi könyvgyűjteménye, mely ma nyilvános
tudományos könyvtárként működik. Az 1990-es évek elején megszűnő debreceni Szakszervezeti Könyvtár anyaga is állományába olvadt, amely azóta a kollégium oktatói és diákjai számára szabadpolcos kölcsönkönyvtárként szolgál, az időközben megszüntetett gimnáziumi diákkönyvtárat is helyettesítve.
A Nagykönyvtár olvasóterme a Kollégium déli szárnyának első, kiállító terme pedig ugyanennek az épületszárnynak a második emeletén található. Utóbbi terem egy kéthajós, dór faoszlopokon nyugvó, puritán kiképzésű, körbefutó, vasrácsos karzatát 1827–1833 között alkotta Dohányosi József.

## Kapcsolódó történetek
A Kollégium látogatóit már évszázadokkal ezelőtt is lenyűgözte az iskola könyvgyűjteményének gazdagsága. Debrecen város kiemelkedő vendégei többnyire ma is megtekintik a Nagykönyvtár egyszerűségében is lenyűgöző dísztermét. A hagyomány szerint amikor II. József császár 1770-ben (ekkor még mint magyar trónörökös) felkereste a Kollégiumot, kérte, hogy a könyvtárban mutassák meg neki Kálvin veszedelmes művét, az „Institutio”-t. A látogató meglepődve tapasztalta, hogy a kért könyvet a könyvszekrény alsó polcáról veszik elő. Faggatózó kérdésére, hogyan kerülhet ilyen méltatlan helyre a református egyház számára oly fontos kiadvány, az őt kísérő Szilágyi Sámuel püspöktől azt a választ kapta, hogy Kálvin munkája az a fundamentum, amelyen vallásunk egész rendszere nyugszik.
Egy másik történet szerint Ady Endre 1911-ben a Nyugat című folyóirat irodalmi matinéján szerepelt Debrecenben, és a rendezvény másnapján a vendégek, szokás szerint, meglátogatták a Kollégiumot. A Nyugat akkori főszerkesztője, Ignotus, a könyvtárban Csokonai relikviáit látva azt találta mondani, hogy Debrecennek múltas kultúrája van, és ez a kultúra reménytelen az igazi kultúra számára. Ady, aki bő egy évtizeddel korábban joghallgatóként maga is a Kollégium padjait koptatta, nem válaszolt e megjegyzésre, de hamarosan megjelentette Ignotus lapjában Vitéz Mihály ébresztése című költeményét. Csokonai valóban kissé porosodó debreceni kultuszával szembesülve, az egykori debreceni diák keze nyomán – az Ignotus-féle puszta elutasítás helyett – mozgósító erejű nagy vers született. Így maga a Nagykönyvtár is szerves része lett az ilyen gondolkodásra sarkalló, a helyi értékeket az egyetemes kultúra részeként, folyamatosan éltető forrásaként kezelő embereknek, de erre csak azok képesek, akik ifjú korukban maguk is belenőttek valamilyen szerves helyi kultuszba.

## Külső hivatkozások
- Debreceni Református Kollégium Nagykönyvtára honlapja